# Territori del Caquetá
El Caquetá va ser un territori nacional creat el 2 de maig de 1845 en la República de la Nova Granada, passant després a formar part dels Estats Units de Colòmbia com un dels seus territoris federals fins a la seva extinció definitiva el 1886; el territori fou vigent més de 41 anys. Tenia la capital a Mocoa.
El territori comprenia tot el sud-est de l'actual Colòmbia. Limitava amb els estats colombians del Tolima, Cauca i Cundinamarca, juntament amb les nacions frontereres de l'Equador, Veneçuela i el Brasil, abastant així els actuals departaments del Guainía, Vaupés, Guaviare, Caquetá, Putumayo i Amazonas en territori colombià, la Província de Sucumbíos a l'Equador, una part de l'Estat de l'Amazones (Veneçuela), el nord del departament de Loreto al Perú i part de l'estat Amazonas, al Brasil.

Territori del Caquetá, mapa de 1865.

Tot i que jurisdiccionalment pertanyia a l'Estat Sobirà del Cauca, la seva administració estava a càrrec del govern federal, el qual nomenava a un prefecte per a la direcció d'aquest territori. Entre les seves funcions, el prefecte del Caquetá des de la capital Mocoa havia de fomentar el poblament de les poblacions ja existents en l'àrea (Mocoa, Sibundoy, San Diego, San Miguel, Aguarico, Yunguillo i Pacayaco), emparar als missioners, esforçar-se perquè els indígenes visquessin en poblacions fixes (per a això era indispensable aprendre els idiomes natius), i vigilar les fronteres del territori amb els països veïns.

## Divisió territorial
El territori estava dividit en els cantons de Mocoa, Sibundoy, Solano, San José, San Miguel, Masaya, San Diego, Aguarico, Yunguillo i Pacayaco.

## Evolució política del territori del Caquetá
Mentre existí el territori canvià diversos cops d'estatus polític, així com de jurisdicció:
- 1845: és separat de la Província de Popayán amb el nom de Territori del Caquetá, la seva capital era a Mocoa.
- 1861: passa a ser part de l'Estat Sobirà del Cauca com el Territori Nacional del Caquetá.
- 1886: es reintegra al Departament del Cauca amb el nom de Província del Caquetá.
- 1904: es crea la Província Alt Caquetá.

A partir de 1905 l'abans gran territori del Caquetá és fragmentat en d'altres més petits:
- 1905: es crea la Intendència de l'Alt Caquetá amb Florencia com a capital; aquest mateix any se segrega del Caquetá la Intendència del Putumayo, esdevenint Mocoa la seva capital.
- 1906: s'adhereix al Departament del Cauca.
- 1908: s'adhereix al Departament de Popayán.
- 1909: és reformulat sota el nom d'Intendència del Caquetá.
- 1912: amb la segregació de la Comissaria del Vaupés i la Comissaria del Putumayo se li canvia el nom a Comissaria del Caquetá
- 1928: se'n segrega la Comissaria de l'Amazonas.
- 1931: l'Amazonas canvia el seu estatus a Intendència.
- 1943: el Caquetá passa a denominar-se Comissaria del Caquetá; l'Amazonas canvia el seu estatus a Comissaria Especial.
- 1950: el Caquetá canvia el seu estatus a Intendència.
- 1953: el Putumayo és reintegrat al departament del Nariño.
- 1957: el Caquetá, Amazonas, Putumayo i Vaupés canvien el seu estatus a Comissaria.
- 1963: es crea la Comissaria del Guainía a partir de la del Vaupés.
- 1977: es crea la Comissaria del Guaviare a partir de la del Vaupés.
- 1981: el Caquetá és elevat a la categoria de Departament.
- 1991: Amazonas, Guainía, Guaviare, Putumayo i Vaupés són elevats a la categoria de Departament.